# Расулова, Ходжирахон
Ходжирахон Расулова (тадж. Ҳоҷирахон Расулова; 1917, Туркестанский край — 1980, Таджикистан) — советская и таджикская сельскохозяйственная деятельница, звеньевая колхоза «Кзыл Юлдуз» (русск.: «Красная Звезда»; с 1965 — колхоз «Ленинград») Кокташского района Сталинабадской области Таджикской ССР, ударница труда и рекордсменка ручного сбора хлопка-сырца, Герой социалистического труда СССР, кавалер двух орденов Ленина (1947, 1948), двух орденов Трудового Красного Знамени (1946, 1957).

## Биография
Родилась в 1917 году в дехканской семье в Ферганской области Туркестанского генерал-губернаторства. В 1934 году она, вместе родителями, переехала из Узбекистана и поселилась в Кокташском районе Сталинабадской области Таджикской ССР, с одновременным вступлением в члены колхоза «Кзыл Юлдуз» («Красная Звезда»).
В 1935 году — с восемнадцатилетнего возраста начала трудовую деятельность в составе хлопководческой бригады колхоза «Кзыл Юлдуз» Кокташского района. Начиная с 1941 года возглавила звено сборщиц хлопка, являясь звеньевой на протяжении всей трудовой. По итогам хлопко-сборочного сезона 1942 года — с площади 12 гектаров её трудовым звеном было собрано по 40 центнеров хлопка-сырца с гектара… В 1946 году её звеном был получен рекордный результат: 108 центнеров с гектара — хлопка-американца на площади 5 гектаров.
За высокие достижения и личные показатели в труде Ходжирахон Расулова дважды была удостоена звания Герой Социалистического труда с вручением ордена Ленина и золотой медали «Серп и Молот.

## Награды
- 1946 — орден Трудового Красного Знамени,
- 1947 — орден Ленина (19.03.1947),
- 1948 — орден Ленина,
- 1957 — орден Трудового Красного Знамени

## Примечание
1. ↑  »https://www.liveinternet.ru/users/kakula/post405818690